# Harrah (Oklahoma)
Harrah est une ville du comté d'Oklahoma, dans l'État d'Oklahoma, aux États-Unis,. En 2010, elle compte une population de 5 095 habitants.

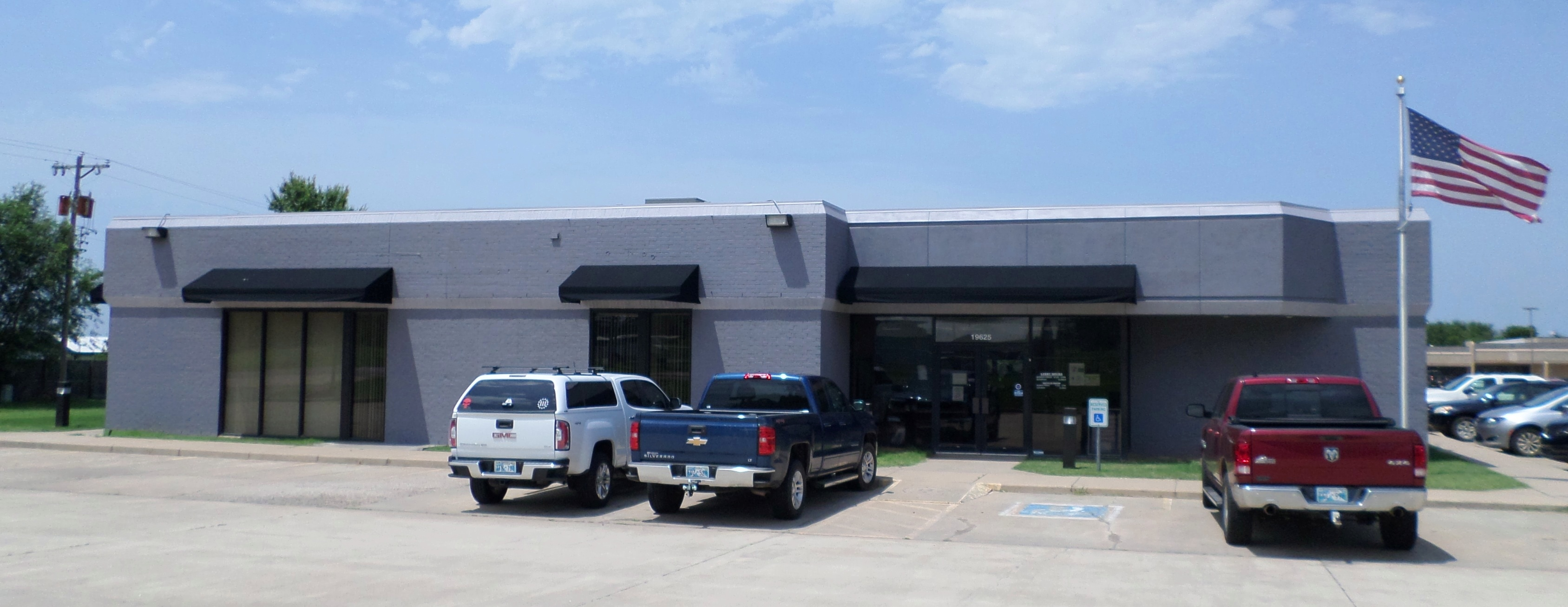
Hôtel de ville d'Harrah

## Démographie
Lors du recensement de 2010, la ville comptait une population de 5 095 habitants, tandis qu'en 2019, elle est estimée à 6 499 habitants.